# Burlacena
Burlacena is een geslacht van vlinders van de familie bloeddrupjes (Zygaenidae), uit de onderfamilie Procridinae.

## Soorten
- B. aegerioides Walker, 1865
- B. dolopis (Durrant, 1919)
- B. vacua Walker, 1864